# Список серий Noein
Список серий научно-фантастического аниме-телесериала «Noein», выходившего в октябре 2005-марте 2006 года в Японии. Сериал был создан на студии Satelight коллективом режиссёров во главе с Кадзуки Аканэ.
Примечание: В названиях серий используется не иероглифы кандзи,　как обычно, а катакана.
| |                                                    |                 |  |
| 01 | Синий снег «Аой Юки» (アオイユキ)                  | 11 октября 2005 |  |
| Харука, Юу, Ай, Исами и Михо решают отправиться ночью на проверку храбрости, на кладбище — поохотиться на призрака. Однако там они сталкиваются с Карасом и отрядом Птиц, посланных захватить Ожерелье Дракона. |                                                    |                 |  |
| 02 | Побег из дома «Иэдэ» (イエデ)                      | 18 октября 2005 |  |
| Перед Карасом появляется Атори, и, обвинив его в желании забрать всю славу себе, нападает на него. Однако в разгар сражения всех Птиц насильственно возвращают в Лакриму. Харука и Юу собираются сбежать из дома и отправиться к отцу Харуки в Токио, и приходят на гору, чтобы попрощаться с городом. И тут в небе появляется Уроборос, а дети видят мираж — «пространственно-временной резонанс», где появляются иллюзии недавних событий. |                                                    |                 |  |
| 03 | Преследуемые «Оварэтэ» (オワレテ...)               | 25 октября 2005 |  |
| На Харуку и Юу нападает Атори, однако им на помощь приходит Карас. Атори забирают в Лакриму и отправляют на принудительное лечение. Мать Юу запрещает ему встречаться с друзьями, а Харука находит Караса на складе в порту. В этот момент появляются прочие Птицы, и Харука узнаёт, что преследовали её, а не Юу, как она сначала подумала. |                                                    |                 |  |
| 04 | Друзья «Томодати» (トモダチ)                       | 1 ноября 2005   |  |
| Птицы собираются забрать Харуку в Лакриму, однако вмешивается Ноэйн и отправляет туда их самих, всех, кроме Караса. Исами, волнуясь за Юу, приходит к Харуке, чтобы придумать, как помочь другу, а заметившая их Михо — а затем и Ай, — решают, что это личная встреча. Ай, которой нравится Исами, ссорится с Харукой, но та, случайно воспользовавшись своими силами, узнаёт обо всём и мирится с подругой. |                                                    |                 |  |
| 05 | Отныне... «Сорэкара» (ソレカラ...)                 | 8 ноября 2005   |  |
| Атори, взяв в подручные Тоби и Исуку, отправляется в измерение Земли, чтобы уничтожить Ожерелье. Михо использует доску Уиджа, чтобы узнать, что происходит с Харукой, и та показывает слово «Noein». Тоби «выдёргивает» Харуку и перемещает её к дамбе, где Атори собирается её убить, но появляется Карас. Он убивает Исуку, и в ярости пытается разрушить дамбу, но Харука её восстанавливает силой Ожерелья. Карас пытается отнести Харуку к Юу, но его принудительно отзывают в Лакриму. |                                                    |                 |  |
| 06 | Измерение Слёз «Намида но Дзику:» (ナミダノジクウ) | 15 ноября 2005  |  |
| Харука оказывается в Лакриме. Её обследуют, и с ней беседует женщина по имени Амамику, которая рассказывает ей о бесконечном разветвлении вероятностей — Многомировую интерпретацию. Однако Харука умудряется бежать, и с помощью дочери Михо из Лакримы, Лили, поднимается на поверхность, где видит полностью разрушенный Хакодатэ. Там её обнаруживает Амамику и открывает ей, что на самом деле её зовут Ай Хасэбэ. |                                                    |                 |  |
| 07 | Дорогой человек «Тайсэцуна Хито» (タイセツナヒト)  | 22 ноября 2005  |  |
| Харука снова оказывается взаперти, и Ай продолжает рассказывать ей об устройстве вселенной. В измерении Земли пропавшую Харуку ищут друзья, взяв в помощники учительницу, и Утида с Кориямой. А в Лакриме Харуку уже готовят к тому, чтобы она стала частью квантового компьютера, однако в последний момент её спасает Карас, благодаря тому, что все были заняты очередным вторжением Шангри-Ла. |                                                    |                 |  |
| 08 | Секреты «Какусигото» (カクシゴト)                  | 29 ноября 2005  |  |
| Харука вместе с Карасом возвращается домой. Она прячет Караса у себя. Юу, окончательно рассорившись с матерью, убегает к Харуке, и, когда его мать, Миюки, приходит на поиски, будучи спрятанным Харукой в кладовке, сталкивается с Карасом, спрятанным там же. |                                                    |                 |  |
| 09 | Вне времени «Токи о Коэтэ» (トキヲコエテ)          | 6 декабря 2005  |  |
| Мать Харуки, Асука, уводит Миюки выпить вина под предлогом «давно не виделись». Юу вспоминает, когда его мать стала такой, и Харука решает напрямую спросить, почему Миюки так требовательна к Юу. Эмоции Миюки вызывают временной коллапс, и она оказывается в прошлом, которое не даёт ей покоя. С поддержкой Караса Харука вызывает Уроборос и выручает Миюки, после чего та, успокоившись, позволяет Юу снова видеться с друзьями. |                                                    |                 |  |
| 10 | Ночь Бури «Араси но Ёру» (アラシノヨル)            | 13 декабря 2005 |  |
| Харука знакомит своих друзей с Карасом. Атори нападает на Исами и Юу, но их выручает Тоби. Утида пытается предотвратить проведение эксперимента «Магический Круг», но бизнесмен Синохара, тот, кто по-настоящему всё здесь решает, не хочет её слушать. На Караса нападает Атори, а за Харукой приходит Фукуро, в котором она узнаёт Исами. Карас мчится на её защиту, однако Фукуро в этот раз отступает. |                                                    |                 |  |
| 11 | Смятение «Сурэтигай» (スレチガイ)                  | 20 декабря 2005 |  |
| Утида излагает Корияме Копенгагенскую интерпретацию с примером игры в кости. Также в этом разговоре появляется неявная ссылка на эксперимент с Котом Шрёдингера. Утида решает найти профессора Маюдзуми, чтобы остановить «Магический Круг». Юу сообщает Исами своё решение — он будет поступать в школу в Токио, как хотела его мать. Исами долго не может принять это, но в конце концов принимает. |                                                    |                 |  |
| 12 | Битва «Татакай» (タタカイ)                         | 27 декабря 2005 |  |
| Харука видит кошмар, в котором Фукуро убивает Караса и погибает сам. Она решает не допустить этого, а Карас и Фукуро уже вступают в схватку. Харука разыскивает Караса и Фукуро, когда к ней вновь взывает Уроборос, и она видит несколько дополнительных реальностей. В конце концов она находит их, и ей удаётся их остановить, когда в бой вмешивается Атори. Фукуро и Карас вместе уничтожают его, и уже собираются примириться, когда появляется Ноэйн и убивает Фукуро. |                                                    |                 |  |
| 13 | Желание «Нэгай» (ネガイ)                           | 10 января 2006  |  |
| Друзья пытаются спасти Караса, и отвозят его на место наибольшей концентрации частиц Рэйз, по дороге оторвавшись от преследовавших их Утиды и Кориямы. Однако здесь они сталкиваются с Косаги, однако неожиданно им на помощь приходит потерявший память Атори. В конце концов всех случайно спасает Куина, принудительно отозвавший Косаги в Лакриму. |                                                    |                 |  |
| 14 | Память «Киоку» (キオク)                            | 17 января 2006  |  |
| Атори и Тоби поселяются в доме Каминоги под видом исследователей птиц. Юу ревнует Харуку к Карасу, однако тот в конце концов говорит с ним по душам и заявляет, что именно Юу защищает Харуку, и поэтому должен стать сильным. Харука, подняв трубку телефона, который не должен звенеть, оказывается в прошлом своих матери и отца, узнаёт, как они познакомились и расстались. И в конце она говорит с самой собой из какого-то измерения. |                                                    |                 |  |
| 15 | Шангри-Ла «Сянгурира» (シャングリラ)               | 24 января 2006  |  |
| Харука встречается со своим отцом, с которым тут же связывается Синохара, желающий продолжить проект. Утида и Корияма сталкиваются с Карасом и Тоби, и обнаруживают критическую точку, соприкосновение с Шангри-Ла. Ноэйн приходит, чтобы забрать Харуку, но вмешивается Карас. Они сражаются в межпространстве, и Карас проигрывает, но Харука призывает Уроборос и возвращает Караса. |                                                    |                 |  |
| 16 | Повтор «Курикаэси» (クリカエシ)                    | 31 января 2006  |  |
| Харука попадает в иное измерение, очень похожее на её собственное, где сливается с самой собой. Карас не появляется перед ней, когда она встречала Юу после вечерней школы, а на кладбище вместо него появляется Ноэйн, обнаруживший спрятавшуюся Харуку. В ответ на вопрос прибежавшего на помощь Юу он отвечает словами Караса: «Я — это ты». Харука вспоминает, когда впервые увидела Караса, и возвращается домой. Синохара вынуждает Маюдзуми продолжить эксперимент. |                                                    |                 |  |
| 17 | Сомнения «Маёй» (マヨイ)                           | 7 февраля 2006  |  |
| Косаги собирается отправиться на Землю, чтобы уничтожить Караса, однако Куина просит её этого не делать и признаётся ей в любви. Юу находит в кладовой своего дома камеру, а Ай сообщает, что её родители собираются пожениться. Косаги сообщает Ай Амамику, что Фукуро погиб, а Исами спасает земную Ай от хулиганок. Карас сражается с Косаги, но битву прерывает Тоби. Косаги, влюблённая в Караса и неспособная причинить ему вред, решает помочь ему на Земле. |                                                    |                 |  |
| 18 | Плохой сон «Варуй Юмэ» (ワルイユメ)                | 14 февраля 2006 |  |
| Харука видит сон, как будто бы все её забыли, а позже находит кассету с записью, где ей семь лет, которую не может прочитать ни один магнитофон. Ноэйн говорит Куине, что не заберёт его в Лакриму, где тот мог бы найти покой, потому что он не выполнил своего обещания. Куина в ярости и отчаянии отправляется за Харукой и сражается с Карасом. Ноэйн вводит в мир свои Модули Вторжения. Карас побеждает Куину. |                                                    |                 |  |
| 19 | Воспоминания «Омойдэ» (オモイデ)                   | 21 февраля 2006 |  |
| Косаги подозревает Атори в том, что к нему вернулась память. Утида говорит с руководителем проекта «Магический Круг», и тот обещает остановить начало проекта, однако Синохара вынуждает его уйти в отставку. Харука встречает подругу, с которой она была очень дружна в детстве, и обнаруживает, что та полностью её забыла. Корияма вспоминает, как погиб его друг, и обещает поддержать Утиду. Куина проводит квантовую реконфигурацию и забирает Харуку в Лакриму, нечаянно захватив Юу. |                                                    |                 |  |
| 20 | Ещё один раз... «Мо: Итидо» (モウイチド...)        | 28 февраля 2006 |  |
| Харука и Юу попадают в Лакриму, но Харука использует свою силу, чтобы сбежать от Куины. Они пробираются наверх и встречают Лили, которая отводит их к Ай Амамику. Во время разговора Юу неожиданно падает и начинает исчезать. Ай объясняет Харуке неопределённость существования в Лакриме и теорию наблюдателя из Копенгагенской интерпретации. Появившийся Куина сообщает, что Юу в Лакриме, и Харука решает отправиться вместе с ним. Она рассказывает Ай настоящую историю гибели Фукуро и передаёт ей его последние слова. Куина забирает её в Шангри-Ла, но туда же проникает Карас. Куина гибнет — измерение не приняло его, — а Харука спасает Юу. |                                                    |                 |  |
| 21 | Иллюзия «Мабороси» (マボロシ)                      | 7 марта 2006    |  |
| Харука, Юу и Карас понимают, что Шангри-Ла — это измерение-иллюзия. Атори требует от Тоби отправить его в Шангри-Ла, и пытается применить силу, но его останавливает Михо. Карас рассказывает, что в его измерении Харука мертва, и что это он виноват в том, что она стала частью квантового компьютера. Появляется Ноэйн, который забирает Харуку с собой. Харука призывает свой дом, где сейчас её друзья, в Шангри-Ла. |                                                    |                 |  |
| 22 | В будущее... «Мирай э» (ミライヘ...)               | 14 марта 2006   |  |
| Ноэн показывает Харуке одно из измерений, поглощённых Шангри-Ла, истории её друзей, в конце которых — отчаяние и смерть. Однако благодаря вмешательству Юу, оковы измерения рассыпаются, и друзья возвращаются обратно. Тоби, Косаги, Утида и Корияма принимают решение остановить «Магический Круг». Ноэйн открывает Харуке своё настоящее лицо — он ещё один Юу. |                                                    |                 |  |
| 23 | Конец «Овари» (オワリ)                             | 21 марта 2006   |  |
| На Юу и Караса нападают Модули, Атори отправляется им на помощь, а Харука возвращает дом обратно. Ноэйн рассказывает свою историю. Корияма и Утида врываются в центр управления проектом, требуя его остановить, но Синохара убивает Корияму. Ноэйн открывает свои истинные намерения — уничтожить все измерения и вернуть всё в небытие. Он поглощает Харуку. |                                                    |                 |  |
| 24 | Начало «Хадзимари» (ハジマリ)                      | 28 марта 2006   |  |
| Карас приходит на помощь Юу и Харуке. Атори останавливает Модули, прорвавшиеся на Землю из-за начавшейся конвергенции измерений. Появившийся из-за конвергенции второй Корияма побеждает Синохару, а Тоби отправляет Косаги уничтожить квантовый компьютер Лакримы. |                                                    |                 |  |